# Edir Macedo
Edir Macedo Bezerra (Rio das Flores, 18 gennaio 1945) è un predicatore, imprenditore e dirigente d'azienda brasiliano, fondatore e leader della Chiesa Universale del Regno di Dio, nella quale è conosciuto come Bispo Macedo. La fondò nel 1977, e ne è tuttora il capo indiscusso. È anche proprietario di Grupo Record e RecordTV, la seconda emittente televisiva più grande del Brasile.

## Biografia
Nato in una famiglia cattolica, conobbe i culti afrobrasiliani. Negli anni settanta entrò nella chiesa pentecostale Nova Vida (Nuova Vita). Al contempo lavorava come cassiere della Lotería Nacional. Ottenne il baccellierato in Teologia nella Facoltà Evangelica di Teologia "Seminário Unido", poi il dottorato in teologia e quindi in filosofia cristiana nella facoltà di Educazione Teologica dello stato di San Paolo (Fatebom). Nel 1975 insieme a suo cognato fondò il "Salotto della Fede", fino a che litigarono per gli introiti della nuova chiesa.
Il 9 luglio 1977 Macedo fondò quindi la Igreja Universal do Reino de Deus (IURD). Suo cognato Romildo Soares fondò invece la "Iglesia Internacional da Graça de Deus". Nel 1986 viaggiò negli Stati Uniti, dove imparò le tecniche di tele-evangelizzazione e di marketing nordamericane grazie alle quali nacque la rete televisiva Rede Record di San Paolo gestita del 20% da Edir Macedo in una joint venture con il Grupo Carso (80%) e la Chiesa da lui fondata ottenne un notevole sviluppo numerico ed economico.
Nel 2011 Macedo è stato accusato dalla magistratura brasiliana di aver estorto ai fedeli, in maggioranza persone povere, milioni di euro poi riciclati illegalmente, con "false promesse di aiuti spirituali"; Macedo predicava che «Il soccorso spirituale sarebbe arrivato solo a coloro che si sarebbero sacrificati economicamente per la chiesa» ed esortava al finanziamento dei propri mezzi di comunicazione asserendo che «Miliardi di persone passeranno l'eternità all'inferno semplicemente perché non c'è stato chi gli parlasse della salvezza che esiste in Cristo [...] Se il popolo cristiano di tutto il mondo guardasse con più amore coloro che non conoscono Gesù, non esiterebbe a donare il massimo del suo denaro all'Opera di Dio».

## Vita privata
Sposato dal 18 dicembre 1971 con Ester Eunice Rangel Bezerra, è padre di Cristiane, Viviane e Moisés. Parla portoghese, inglese e spagnolo. Gestisce un blog su internet.

## Nella cultura di massa
- Sulla sua vita sono stati girati due film: Niente da perdere nel 2018 e Niente da perdere 2 nel 2019. In entrambi Macedo viene interpretato dall'attore Petronio Gontijo.